# Autoceļš A1
Autoceļš A1 ist eine zu Lettlands Staatsstraßen gehörende „Staatliche Hauptstraße“ (lett. Valsts galvenais Autoceļš). Alternativ wird sie als "Riga-Tallinner Chaussee" (lett. Rīgas-Tallinas šoseja) oder in der Kurzform als "Tallinner Chaussee" (lett. Tallinas šoseja) bezeichnet.
Die A1 ist als autobahnähnliche Straße ausgebaut. Durch eine umfangreiche Modernisierung von 2003 bis 2007, die unter anderem den Ausbau des 80 km langen Abschnittes von Riga nach Salacgrīva und den Neubau einer 17 km langen Ortsumfahrung von Saulkrasti beinhaltete, konnte die Höchstgeschwindigkeit auf 100 km/h im Sommer und 90 km/h im Winter erhöht werden.
Die A1 bildet als Europastraße 67 den vollständig in Vidzeme liegenden nördlichen Teil der Via Baltica innerhalb Lettlands.
Die durchschnittliche Verkehrsstärke beträgt 7593 Fahrzeuge pro Tag im Jahr 2011.

## Entstehung

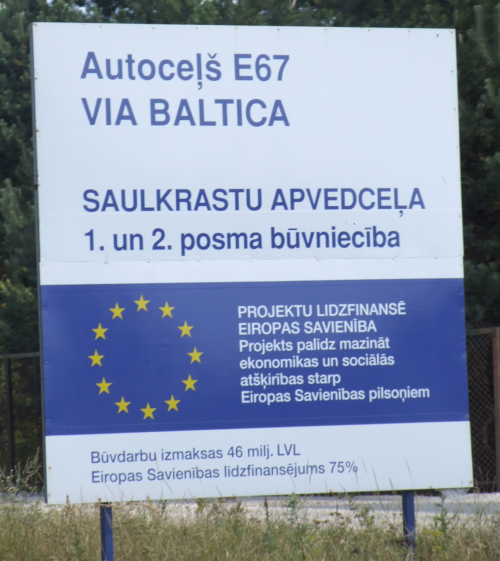
Bauarbeiten an der A 1

Bereits zur Zeit der Liven, welche ihr Siedlungsgebiet östlich der Rigaer Bucht hatten, entwickelten sich entlang der Küste Handelspfade.
Im Ergebnis des Ende des 18. Jahrhunderts einsetzenden Bäderbaus entlang der östlichen Küste der Rigaer Bucht wurden die küstennahen Wege durchgängig zu Fahrwegen für Pferdegespanne erweitert. Diese Fahrwege folgten dem Küstenverlauf und wichen nur Sümpfen oder Morasten aus. Durch Erosion und Küstenabtragung wurden einzelne Straßenabschnitte weiter in Richtung Festland verlagert. Mit dem Ausbau der Ortschaften entlang der Straßen und dem im 20. Jahrhundert sich verstärkenden Verkehr entstanden Umgehungsstraßen. Militärische Erwägungen führten zum weiteren Ausbau der Straße als Chaussee und zu Straßenbegradigungen. Diese Arbeiten waren vorwiegend in den 1960ern, während der Zugehörigkeit Lettlands zur Sowjetunion abgeschlossen. Die A 1 hatte damals noch die Bezeichnung "M 12".
Im Jahre 2006 wurde eine umfassende Rekonstruierung mit Hilfe von EU-Mitteln begonnen. Ab Baltezers, wo die in der Sowjetunion errichtete Überquerung der Eisenbahnstrecke in eine Unterführung verändert wird, bis Ainaži, wurde die gesamte A 1 teilweise verbreitert, teilweise für höhere Belastungen ausgelegt. Diese Bauarbeiten bedingten streckenweise Behinderungen des Verkehrs wegen teilweiser abwechselnder Befahrbarkeit nur einer Fahrbahn mit Hilfe von Ampelregelung an regelmäßig wandernden Baustellen.
Die Bauarbeiten hatten einen Umfang von 46 Millionen Lat (etwa 65 Millionen Euro), wovon 75 % durch die Europäische Union finanziert wurden.

## Straßenverlauf
Die "A 1" nimmt ihren Anfang etwa 14 km vom Rigaer Stadtzentrum entfernt am nordöstlich gelegenen Straßenkreuz mit der "A 2" und "A 4" beim Rigaer Vorort Baltezers (deutsch: Weißer See). Von dort verläuft sie zwischen dem Kleinen und dem Großen Weißen See in Richtung Norden entlang von Adaži. Anschließend überquert sie die Gauja.

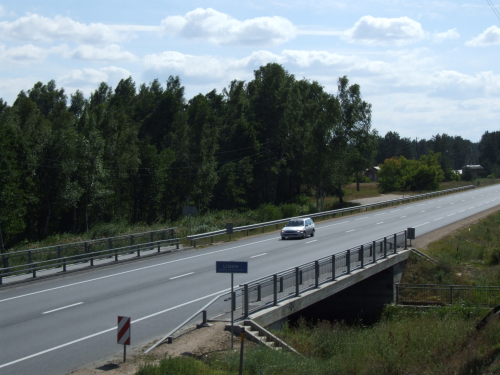
Brücke über die Lilaste

Beim Lilaster See trifft sie auf die Eisenbahnstrecke Riga – Skulte, die sie nunmehr in nördlicher Richtung begleitet.
An der Überquerung der Inčupe beginnt die etwa 15 km lange Durchfahrt durch den Ort Saulkrasti mit seinen fünf, entlang der Ostseeküste liegenden, früher selbständigen Ortsteilen Inčupe, Pabaži, Pēterupe, Neibāde und Zvejniekciems. Die A 1 führt hier wenige Meter vom Ostseestrand entfernt durch den Ort, wobei sie weitere drei Flüsse überquert. Die A 1 ist wegen der Ortsdurchfahrung nur mit 50 km/h befahrbar. Außerdem befinden sich mehrere Ampeln und Fußgängerübergänge entlang dieser Strecke. Im Jahre 2006 begann der mit EU-Mitteln geförderte Bau einer weiträumigen Ortsumgehung von Lilaste bis Skulte. Hierdurch soll der Ort entlastet und die A 1 schneller gemacht werden.

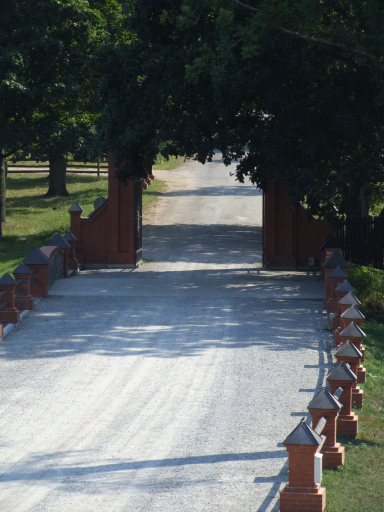
Toreinfahrt der alten Dorfstraße zur "Münchhausenwelt" in Dunte

In Saulkrasti trifft die A 1 auf den Abzweig zur P 6 nach Ragana, überquert anschließend die Pēterupe, die Ķīšupe und im Norden von Saulkrasti, bei Zvejniekciems, die Aģe, um nun den Rigaer Verwaltungsbezirk zu verlassen.
Von hier beginnend durchquert die A 1 das Biosphärenreservat Nord-Vidzeme an dessen westlicher Begrenzung. Dieses Reservat umfasst das gesamte Gebiet nördlich der gedachten Linie von Skulte bis Valka.
Über Skulte geht es weiter in Richtung Norden durch die Gemeinden Skulte und Liepupe, an deren südwestlichem Rand Dunte liegt. Nach der Überquerung der Liepupe erreicht die A 1 die Kreuzung mit der P 11, die von Tūja über Limbaži nach Kocēni führt.
Nach Überquerung des Flüsschens Kurlinupe schwenkt die Straße in nordnordwestliche Richtung. Nachdem die Vitrupe überquert ist, führt die A 1 nunmehr mit getrennten Fahrspuren bis Svētciems über die Svētupe. Anschließend führt die A 1 wieder ohne Mittelstreifen weiter bis Salacgrīva, wo die Salaca überquert wird und die P 12 nach Limbaži abzweigt.
Von Salacgrīva verläuft die A 1 weiter nach Norden bis Ainaži, wo die nach Matīši führende P 15  abzweigt, um anschließend am Grenzübergang Ikel/Haynasch die Grenze zu Estland zu erreichen.

## Sehenswürdigkeiten
Am Beginn der A 1 führt die Strecke zwischen dem Kleinen und dem Großen Weißen See hindurch. Das besondere Klima dieser Gegend hatte bereits im Jahre 1956 das damalige Ministerium für Gesundheitswesen veranlasst, hier ein Kindersanatorium einzurichten. Dieses Sanatorium existierte unter verschiedenen Namen und ist seit 2001 sowohl für Kinder als auch für Erwachsene als privatwirtschaftlich organisiertes Rehabilitationszentrum "Baltezers" zugänglich.
Die beiden Weißen Seen dienen als Wasserreservoire für die Rigaer Wasserwirtschaft. Im Ort Baltezers befindet sich mit dem Rigaer Museum für Wasserversorgung (lett. Rīgas ūdensapgādes muzejs) eins der bedeutendsten europäischen Museen dieser Art.

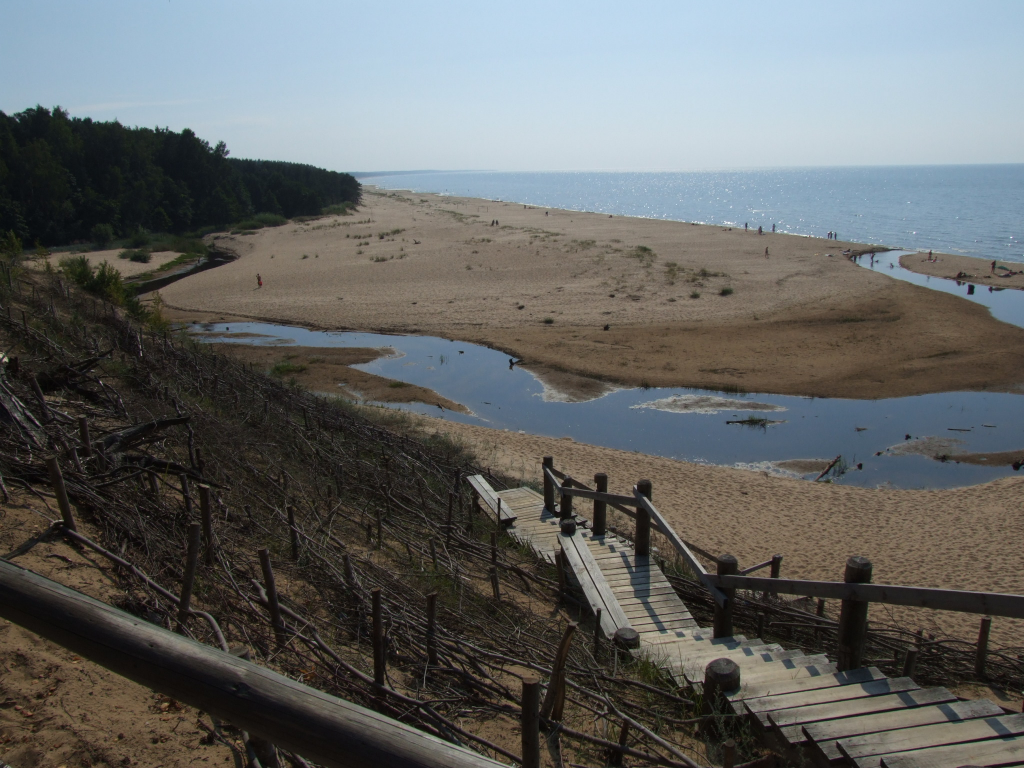
Mündung der Inčupe in die Ostsee bei Saulkrasti

Die lange Strecke durch Saulkrasti führt entlang von mit Fichten und Kiefern bestandenen Dünen. Teilweise verleitet der direkte Blick auf die Ostsee zur Unachtsamkeit im Straßenverkehr. Aus diesem Grund gibt es an diesen Stellen mehrere Parkmöglichkeiten, von wo man den Meeresblick ungestört genießen kann.
In Saulkrasti befindet sich Lettlands einziges Fahrradmuseum, welches die Geschichte der Fahrräder aus den Zeiten Russlands, der Sowjetunion und Lettlands anhand einer Vielzahl von Exponaten darstellt.
Nördlich von Saulkrasti führt die Chaussee an dem alten Gut Dunte vorbei, dem früheren Sitz des Grafen von Dunte, wo Baron Münchhausen fünf Jahre mit seiner Frau Jakobine, geborene Dunte, verbrachte und mittlerweile ein Münchhausenmuseum eingerichtet ist. Darüber hinaus befindet sich in diesem Museum die ständige Ausstellung "Berühmte Persönlichkeiten aus der lettischen Geschichte" des Lettischen Museums für Wachsfiguren.
Ab der Straßenkreuzung Tuja/Limbaži bis Vitrupe beträgt der Abstand der A 1 bis zur Ostseeküste etwa drei bis 4 Kilometer. Straßenabfahrten zur Küste bieten die Möglichkeit, in Richtung Westen abbiegend näher entlang der Küste – dann allerdings auf Straßen 2. Ordnung – zu fahren.
Entlang dieser Strecke befindet sich auf einer Länge von etwa 14 km ein Naturschutzgebiet mit Steilwänden, Höhlen, Nischen und mehreren Sandsteinen entlang der Ostseeküste.

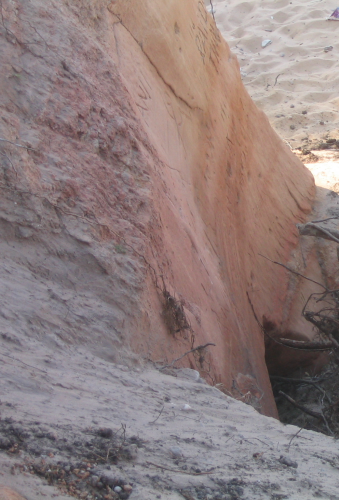
Roter Sandstein bei Vēczeme

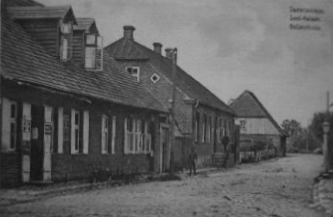
Die "zukünftige" A 1 durch Salacgriva 1910

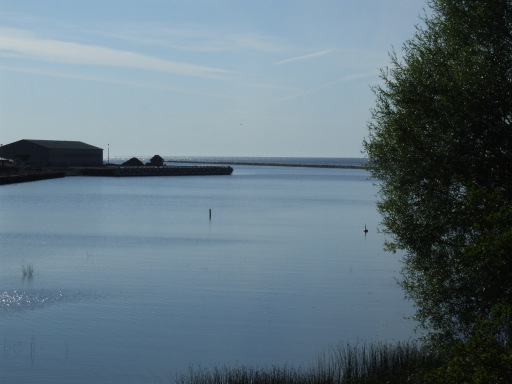
Mündung der Salaca in die Ostsee

Daran anschließend befinden sich die "Roten Felsen" von Vēczeme. Hierbei handelt es sich um einen 200 m langen und etwa 4 m hohen Sandstein-Aufschluss mit Höhlen und Grotten.
Die Ortsdurchfahrt durch Vitrupe führt über den Fluss Vitrupe, in dessen östlicher Richtung ein Waldlehrpfad eingerichtet ist, der bis zum Waldmuseum von Kirbiži führt.
Bei der Ortsdurchfahrt von Svētciems überquert die A 1 den Fluss Svētupe, entlang dessen sich in östlicher Richtung eine uralte Kultstätte der Liven befindet. Diese Opferhöhlen gehörten mit 47 m zu den längsten natürlichen Höhlen Lettlands. Ein Teil der Höhlen ist allerdings verschüttet.
Mit Salacgrīva führt die A 1 durch eine alte Fischerstadt. Hier befindet sich ein Museum mit einer Ausstellung alter Fischfanggeräte. Die Chaussee überquert im Ort die Salaca in unmittelbarer Nähe der Flussmündung in die Ostsee. In diesem Fluss sind noch Neunaugenzäune zu finden.
Der Fluss Salaca soll bis zum Jahr 2015[veraltet] im Rahmen der Programme des "Nordvidzemer Biosphärenreservats" wieder im natürlichen Flussbett bis zum Ort Mazsalaca ökologisch bewirtschaftbar sein.
Außerdem befindet sich hier der einzige Yachthafen an der Meeresküste in Vidzeme. In der parallel zur A 1 verlaufenden Ortsstraße befindet sich die alte Fischerkneipe "Zum Bootsmann" (lett. Pie Bocmana), die bereits Anfang des 20. Jahrhunderts entstanden ist.
Auf der Strecke zwischen Kuiviži und Ainaži befinden sich die Randu-Wiesen (lett. Randu pļavas), ein Pflanzenschutz- und Vogelzugreservat. Auf diesen etwa 200 ha großen Küstenwiesen findet man etwa ein Drittel aller in Lettland vorkommenden Pflanzenarten.
Direkt im Ort Ainaži befindet sich das Museum der Seefahrtsschule von Ainaži, welches über die Geschichte dieser lettischen Seefahrtsschule und über den Segelschiffbau an der Ostseeküste informiert.

## Wichtige Ortschaften entlang der Strecke
- Riga
- Ādaži
- Saulkrasti
- Salacgrīva